# Hegum

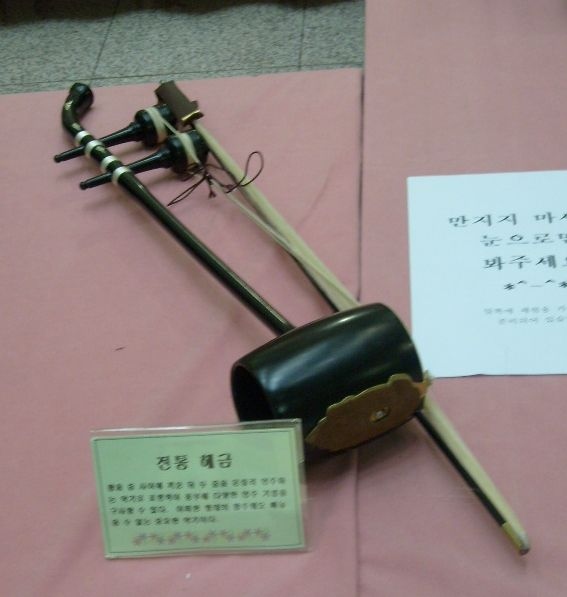

A hegum (más változatban: hegüm) (Hangul: 해금, Hanja: 奚琴) koreai vonós hangszer. Hosszú, rúdszerű nyaka, üreges teste, két selyemhúrja van. A húrok közé egy lószőrrel felfűzött keményfa íjat vezetnek a hang létrehozásához. Álló helyzetben zenélnek rajta.

## Fordítás
- Ez a szócikk részben vagy egészben  a   Haegeum című angol Wikipédia-szócikk fordításán alapul.  Az eredeti cikk szerkesztőit annak laptörténete sorolja fel. Ez a jelzés csupán a megfogalmazás eredetét és a szerzői jogokat jelzi, nem szolgál a cikkben szereplő információk forrásmegjelöléseként.